# 매시브 어택
매시브 어택(Massive Attack)은 영국의 트립합 밴드이다. 이들은 1988년 영국 브리스톨에서 결성되었으며, 현재까지 4장의 정규 앨범을 발매했다. 그들은 힙합, 덥, 레게, 소울, 록등 다양한 음악 스타일을 혼합해, 새로운 음악 스타일을 창조해 냈다는 평을 듣고 있다.

## 멤버
- 로버트 델 나자("3D"): 보컬, 프로그래밍
- 그랜트 마셜("대디 G"): 보컬, 프로그래밍
- 앤드루 보웰("머쉬룸") : 보컬, 프로그래밍 1998년 탈퇴

- 매시브 어택은 게스트 보컬을 초청하기로 유명하다. 현재까지 사라 넬슨, 엘리자베스 프레이저, 트레이시 손, 니콜렛, 호레이쇼 앤디, 시네이드 오코너, 마티나 토플러 버드, 호프 샌도발, 데이먼 알반, 튠데 아베빔페 (TV 온 더 라디오), 가이 가베이 (엘보우)가 참여했다. 이 중 호레이쇼 앤디는 매 앨범마다 참여해, 제4의 멤버라 불리기도 한다.

타임라인

## 역사

### 1982년-1995년
매시브 어택은 1988년 브리스톨의 사운드 시스템인 와일드 번치에서 활동을 시작했다. 와일드 번치의 핵심 멤버였던 그랜트 마셜("Daddy G")과 앤드루 보웰("머쉬룸"), 로버트 델 나자("3D")은 매시브 어택을 결성하고, 1988년 사라 넬슨이 게스트 보컬로 참여한 첫 싱글 "Any Love"를 발매했다. 여기에는 로버트 델 나자의 룸메이트였던 애드리안 사울스 ("트리키")도 같이 참여했다.
1991년 그들은 첫 정규 앨범인 Blue Lines를 발매했다. 이 앨범에서 사라 넬슨이 참여한 "Unfinished Sympathy"는 대중적인 성공을 거두었으며, 비평가들에게도 높은 찬사를 받았다. 덥, 레게, 힙합의 변용이 돋보이는 이 앨범은 '트립합'라는 새로운 장르를 만들어 냈으며, 1990년대 영국 대중 음악을 이야기할 때 항상 거론되는 작품이기도 하다. 이 앨범 발매 당시 표지엔 Massive라고만 표기 되어있었는데, 이는 걸프전 때문에 대량학살용 밴드라는 오해를 피하기 위해 Attack을 뺐다고 한다. 이후 그들은 언더그라운드 클럽을 중심으로 조용히 라이브 활동을 벌여왔다.
1994년 그들은 두 번째 앨범인 Protection을 발매했다. 이 앨범은 1집의 사라 넬슨 대신, 에브리싱 벗 더 걸의 트레이시 손이 게스트 보컬로 참여했으며 음악적으로는 팝적인 멜로디가 부각되었다. 비록 1집과 3집의 압도적인 완성도에 비해 무난한 완성도였지만, 여전히 비평적으로는 고른 지지를 얻어냈다. 이 앨범은 동시에 발매된 포티스헤드의 Dummy와 함께 트립합을 대중화시킨 트립팝(Trip-Pop)의 길을 제시했다고 평가받고 있다. 수록곡 "Protection"은 그 유명한 미셸 공드리가 뮤직 비디오를 감독했다. 애드리언 사울스 ("트리키")의 마지막 참여 앨범이기도 하다.(이후 솔로로 전향했다.) 관련 앨범으로는 앨범 수록곡 전체를 리믹스한 No Protection이 있다.

### 1995-2005년
1998년 매시브 어택의 세 번째 앨범 Mezzanine이 발매되었다. 게스트 보컬로 콕토 트윈즈의 엘리자베스 프레이저가 참여했으며, 록적인 요소가 강해졌다. 수록곡 중 'Teardrop'이 전 세계적으로 히트했으며(최근 미국 드라마 하우스 주제가로 선정되어 다시 조명받았다.), 앨범 자체도 상업적, 비평적 성공을 동시에 거두었다. 하지만 이 앨범의 음악적 방향에 불만을 품은 앤드루 보웰("머쉬룸")이 그룹을 탈퇴했으며, 그랜트 마셜("Daddy G")가 육아를 이유로 음악 활동을 중단했다. 이후 5년 동안 그들은 공식적인 활동을 하지 않았다.
2003년 수차례 연기되었던 네 번째 앨범인 100th Window가 발매되었다. 게스트 보컬로는 아일랜드 출신의 가수 시네드 오코너가 참여했다. 대부분의 곡은 로버트 델 나쟈("3D")가 썼다. 상업적으로는 발매 즉시 영국 차트 1위에 올라가 성공을 거두었으나, 음악적으로는 기다린 보람에 비해 별 발전이 없다는 평을 들어야만 했다. 이후 2005년 이연걸 주연의 더 독 사운드트랙과 영국 인디 영화 불렛 보이 사운드트랙에 참여했다.

### 2006년-2008년
2006년 4월 그들은 첫 베스트 앨범인 Collected를 발매했으며, 전 앨범이 아이튠즈 스토어에 등록되었다. 베스트에 포함된 신곡 Live With Me는 싱글로 나왔다. 7월 29일 그들은 BBC에서 제작한 Live From Abby Road에 참여했다. 현재 그들은 Weather Underground라 붙여진 다섯 번째 앨범 작업을 하고 있으며, 게스트 보컬로는 톰 웨이츠, 모스 데프, 미국 뉴욕 록 그룹인 TV on the Radio 출신의 튠데 아데빔페, 엘리자베스 프레이저, 도트 앨리슨, 블러의 데이먼 알반이 추정되었다. 그들은 2008년 영국 록 페스티벌인 글래스톤베리에 헤드라이너로 나왔다.

### 2009년-
2009년 8월 25일 이들은 곧 발매될 신보 작업물을 일부 수록한 EP Splitting the Atom을 10월에 발매한다고 했다. 같은 해 12월 이들은 앨범 작업이 완료되었다며 확정된 정규 앨범 제목과 정확한 발매일을 적었는데, Hell Ego Land가 될 것이라는 수많은 루머와 달리 독일의 지명인 헬골란트섬에서 이름을 따온 Heligoland로 밝혀졌다. Heligoland는 2010년 2월 8일 전 세계 동시 발매되었다. 대한민국에서는 다소 늦은 2010년 2월 23일에 정식 발매되었다.

## 음반

### 정규 음반
- Blue Lines (1991년)
- Protection (1994년)
- Mezzanine (1998년)
- 100th Window (2003년)
- Heligoland (2010년)

### EP
- Massive Attack EP (1992년)
- Splitting The Atom (2009년)